# Les Temps fous
Les Temps fous est une émission de télévision canadienne de variétés diffusée sur Télé-Québec et produite par Attraction. Elle est présentée par l'animatrice et comédienne Édith Cochrane.
Chaque semaine, 3 invités de générations différentes sont invités à parler et à revisiter le monde d’hier, d’aujourd’hui et de demain. Edith Cochrane est accompagnée d'un collaborateur et d’un house band à cordes totalement féminin, le Quatuor esca (Sarah Martineau, Amélie Lamontagne, Edith Fitzgerald, Julie Dessureault).
L’émission est diffusée le vendredi à 21h sur Télé-Québec depuis le 12 janvier 2024. La première saison compte 12 épisodes de 45 minutes.

## Synopsis
Dans un univers éclaté, Edith Cochrane, armée de sa spontanéité et de sa redoutable répartie, convie chaque semaine 3 invités de générations différentes à un voyage intense et ludique à travers le temps. Avec un sourire en coin, elle les fait revisiter leurs perceptions du monde d’hier, d’aujourd’hui et de demain. Tantôt fou et drôle, tantôt émouvant et déstabilisant, le parcours jalonné d'entrevues, de défis et de réflexions se révélera chaque fois unique et universel.
Comment les invités ont-ils vécu leur passage à l’adolescence? Quels objets les suivent depuis leur enfance? Comment peuvent-ils décrire leur vie en relation avec l'évolution de la société, de la culture ou de la technologie? Peuvent-ils placer sur la ligne du temps l’arrivée de la télé couleur, l’événement Woodstock ou l’apparition du bitcoin? Ou étaient-ils entre deux sorties de livres de Michel Tremblay? Arriveront-ils à mettre en ordre chronologique les œuvres Woody Allen, les albums de Céline Dion, les citations de films célèbres ou les grandes tendances modes? 
Enrichis chaque semaine d’une intervention comico-historique d'un collaborateur et accompagnés d’un house band à cordes totalement féminin, Les Temps fous nous promettent une heure riche en découvertes surprenantes!

## Déroulement
Chaque semaine, 3 invités de générations différentes sont plongés dans un voyage ludique à travers le temps pour revisiter le monde d'hier, d'aujourd'hui et de demain.
Les 3 invités présentent des objets marquants de leur vie afin de créer des discussions entre les générations.
Chaque semaine, différents collaborateurs viennent sur le plateau pour livrer un segment comico-historique. Il s'agit de Sinem Kara, Marie-Eve Morency, Laurent Paquin, Kim Lizotte et Michelle Desrochers.
À la fin de l'émission, les invités doivent placer en ordre chronologique des évènements marquants sur une ligne du temps. Ces évènements peuvent être historiques (l'arrivée de la télévision en couleur, le festival de Woodstock...), culturels (les films de Woody Allen, les albums de Céline Dion), ou comiques (citations de films célèbres, grandes tendances modes...).
Edith Cochrane est accompagnée d’un house band à cordes totalement féminin, le Quatuor esca, composé de Sarah Martineau, Amélie Lamontagne, Edith Fitzgerald et Julie Dessureault.

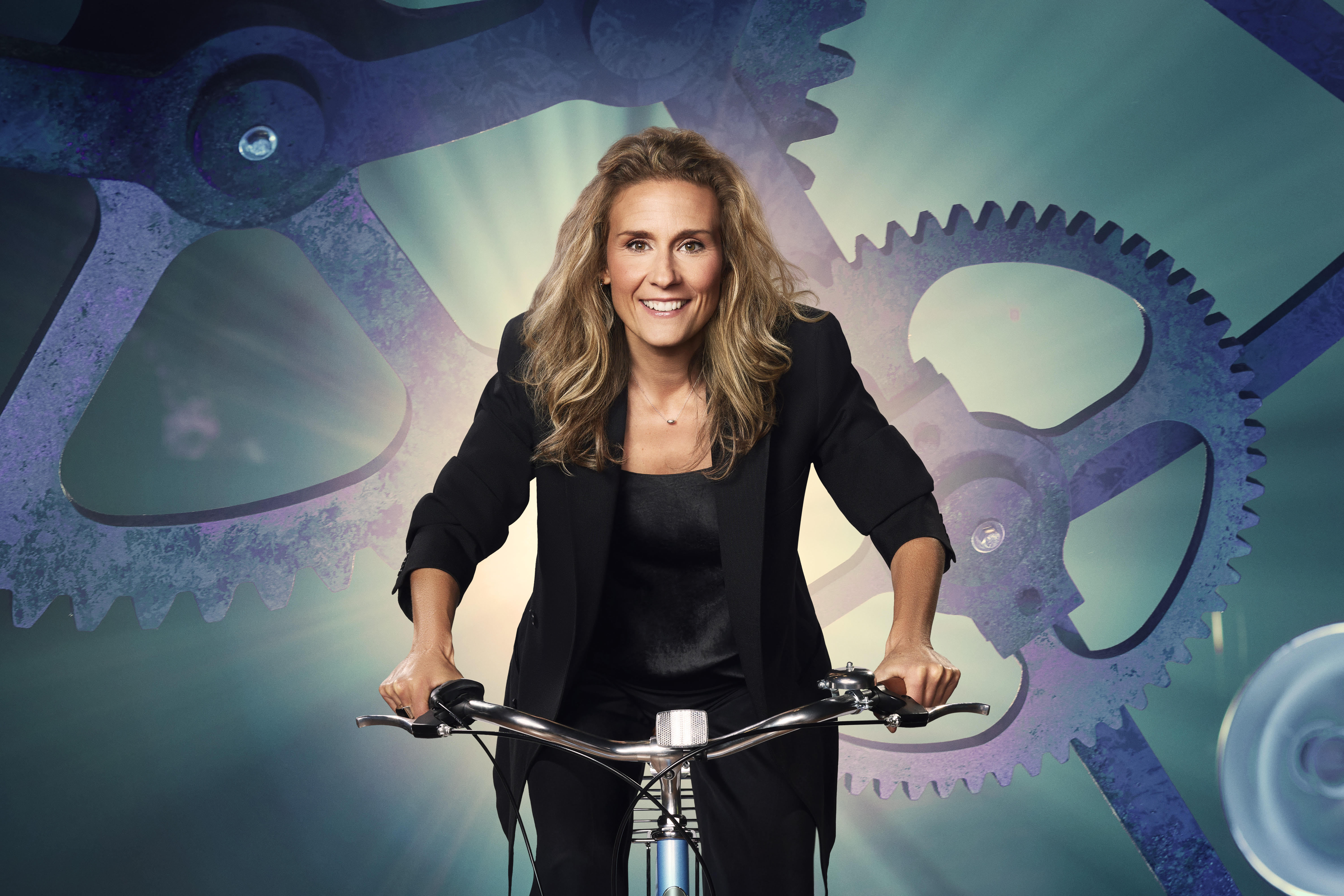
Photo de la première saison de « Les temps fous »

## Équipe de production
L'émission est animée par Edith Cochrane, produite par Attraction et diffusée sur Télé-Québec,.
- Animatrice : Édith Cochrane
- Musiciennes : Quatuor Esca - Sarah Martineau, Amélie Lamontagne, Edith Fitzgerald, Julie Dessureault
- Collaborateurs de la saison : Sinem Kara, Marie-Eve Morency, Laurent Paquin, Kim Lizotte, Michelle Desrochers
- Productrice : Clémence Aboussouan
- Producteurs exécutifs : Marie-Élaine Nadeau et Richard Speer
- Producteur exécutif contenu :  Jean-François Boulianne
- Productrice au contenu : Rosalie Dumas
- Réalisateur : Jean-François Blais